# Wereldkampioenschappen schaatsen afstanden 2021 - 5000 meter mannen
De 5000 meter mannen op de wereldkampioenschappen schaatsen afstanden 2021 werd gereden op donderdag 11 februari 2021 in het ijsstadion Thialf in Heerenveen, Nederland.
Titelverdediger was Ted-Jan Bloemen die zijn titel verloor aan Nils van der Poel. Patrick Roest en Sergej Trofimov haalden zilver respectievelijk brons. De gouden medaille voor Nils van der Poel was de eerste Zweedse titel en individuele medaille bij het WK afstanden.

## Uitslag
| #      | Schaatser             | Land                  | Tijd       |
| ------ | --------------------- | --------------------- | ---------- |
| Goud   | Nils van der Poel     | Zweden                | 6.08,39 pr |
| Zilver | Patrick Roest         | Nederland             | 6.10,05    |
| Brons  | Sergej Trofimov       | Russian Skating Union | 6.13,02    |
| 4      | Danila Semerikov      | Russian Skating Union | 6.16,02    |
| 5      | Jorrit Bergsma        | Nederland             | 6.16,92    |
| 6      | Daniil Aldosjkin      | Russian Skating Union | 6.17,54 pr |
| 7      | Davide Ghiotto        | Italië                | 6.17,69    |
| 8      | Bart Swings           | België                | 6.19,61    |
| 9      | Patrick Beckert       | Duitsland             | 6.21,46    |
| 10     | Jordan Belchos        | Canada                | 6.21,99    |
| 11     | Michele Malfatti      | Italië                | 6.23,06    |
| 12     | Hallgeir Engebråten   | Noorwegen             | 6.26,53    |
| 13     | Peter Michael         | Nieuw-Zeeland         | 6.26,63    |
| 14     | Andrea Giovannini     | Italië                | 6.27,33    |
| 15     | Ethan Cepuran         | Verenigde Staten      | 6.28,44    |
| 16     | Vitaliy Schigolev     | Kazachstan            | 6.29,48    |
| 17     | Sverre Lunde Pedersen | Noorwegen             | 6.31,40    |
| 18     | Peder Kongshaug       | Noorwegen             | 6.33,28    |
| 19     | Sven Kramer           | Nederland             | 6.35,52    |
| 20     | Timothy Loubineaud    | Frankrijk             | 6.38,06    |

1996 · 
1997 · 
1998 · 
1999 · 
2000 · 
2001 · 
2003 · 
2004 · 
2005 · 
2007 · 
2008 · 
2009 · 
2011 · 
2012 · 
2013 · 
2015 · 
2016 · 
2017 · 
2019 ·
2020 ·
2021 ·
2023 ·
2024 ·
2025